# 苜蓿园站
苜蓿园站，全称明孝陵·苜蓿园站，是南京地铁2号线的一座车站，位于南京市玄武区宁杭公路北侧，邻近紫金山南麓，是一座地下岛式车站，于2010年5月28日启用。车站以“七夕节”为设计主题。“苜蓿园”是车站所在地区的传统地名。

## 车站结构
车站总建筑面积为11015m²，为地下二层岛式车站，设有3个出口。

### 楼层分布
| 地面      |                                    | 出入口                                     |  |
| 地下 一层 | 站厅层                             | 自动售票机、金陵通服务、客服中心、车站商圈 |  |
| 地下 二层 |                                    | █ 2号线列车往鱼嘴方向 （明故宫）           |  |
| 地下 二层 | 岛式月台，左边车门将会开启         |                                            |  |
| 地下 二层 | █ 2号线列车往经天路方向 （下马坊） |                                            |  |

### 站厅
苜蓿园站在地下一层设有站厅，站厅内设有自动售票机、进出站闸机和安全检查设施。展厅吊顶设有一面面积达700平方米壁画，为南京地铁2号线中最大的一面。壁画以苜蓿园站“七夕节”为主题，运用了冷暖的对比手法，展现了牛郎织女鹊桥相会的场景。站厅不占据两柱间地面，乘客亦可在站台层通过中空的站厅观赏到壁画。

### 站台
苜蓿园站站台位于地下二层，设有一个岛式站台，有2号线经过，可乘坐二号线列车前往沿途各站。站台设有18个柱子，每层的每个柱子上均绘有中外爱情故事中的任务图像，如站厅层绘有朱丽叶、罗密欧；站台层绘有梁山伯、祝英台等人物。
此外，车站与2013年4月在连接站厅和站台上安装了“音乐楼梯”，是继学则路站后南京地铁第二个安装类似装置的车站。音乐楼梯以蓝色为主调以呼应展厅吊顶的星空场景，当乘客经过时，楼梯会响起《梁祝》的旋律。但有市民反映，台阶表面在经过两年的踩踏后表面贴膜多处翘皮，对此地铁运营方表示会根据具体情况给出尽可能让市民满意的解决方案。

## 出口
| 出口编号  | 出口指示         | 建议前往的目的地                                             |
| --------- | ---------------- | ------------------------------------------------------------ |
| 出口 · 1L | 中山门大街(北侧) | 中山门大街(北侧)、陵园路、中山陵风景区、明孝陵停车场         |
| 出口 · 2L | 中山门大街(北侧) | 中山门大街(北侧)、苜蓿园大街、长发公寓、凯祥花苑、月牙湖公园 |
| 出口 · 3L | 中山门大街(南侧) | 中山门大街(南侧)、苜卫路、卫桥、熊猫集团公寓、紫金雅苑       |

## 车站周边
- 中山陵
- 明孝陵
- 美龄宫
- 钟山风景区（紫金山）

## 接驳交通

### 公交车
| 明孝陵停车场（近1出口） | 明孝陵停车场（近1出口） | 明孝陵停车场（近1出口） | 明孝陵停车场（近1出口） | 明孝陵停车场（近1出口） |
| 编号                    | 路线                    | 路线                    | 路线                    | 备注                    |
| ----------------------- | ----------------------- | ----------------------- | ----------------------- | ----------------------- |
| 20                      | 莫愁湖公园西门          | →                       | 明孝陵停车场            |                         |
| 20                      | 莫愁新寓                | ←                       | 明孝陵停车场            |                         |
| 20观光区间              | 明孝陵停车场            | ⇆                       | 白马公园                | 仅节假日服务            |
| 315区间                 | 明孝陵停车场            | ⇆                       | 南京站·北广场东         | 仅节假日服务            |

| 卫桥（近2出口） | 卫桥（近2出口）       | 卫桥（近2出口）       | 卫桥（近2出口）       | 卫桥（近2出口）       |
| 编号            | 路线                  | 路线                  | 路线                  | 备注                  |
| --------------- | --------------------- | --------------------- | --------------------- | --------------------- |
| Y5              | 中花岗总站            | ⇆                     | 新街口·石鼓路         | 原 805（第一代）      |
| Y14             | 已于2025年1月18日停办 | 已于2025年1月18日停办 | 已于2025年1月18日停办 | 已于2025年1月18日停办 |
| 5               | 南湾营                | 全程 →                | 长江路·估衣廊         | 原 163（第一代）      |
| 5               | 南湾营南              | 全程 ←                | 长江路·估衣廊         | 原 163（第一代）      |
| 5               | 南湾营南              | 特班 ←                | 新街口东              | 原 163（第一代）      |
| 20              | 莫愁湖公园西门        | →                     | 明孝陵停车场          |                       |
| 20              | 莫愁新寓              | ←                     | 明孝陵停车场          |                       |
| 20观光区间      | 明孝陵停车场          | ⇆                     | 白马公园              | 仅节假日服务          |
| 34博爱线        | 中山码头              | ⇆                     | 中山陵停车场          |                       |
| 36              | 杨庄                  | ⇆                     | 新模范马路东          |                       |
| 55              | 天旺路                | ⇆                     | 长白街                |                       |
| 59              | 杨庄                  | ⇆                     | 南京站·南广场东       |                       |
| 142             | 中花岗总站            | ⇆                     | 长白街                |                       |
| 315             | 南京站·北广场东       | →                     | 南湾营南              | 合并原 203（第一代）  |
| 315             | 南京站·北广场东       | ←                     | 马高路西              | 合并原 203（第一代）  |
| 315区间         | 明孝陵停车场          | ⇆                     | 南京站·北广场东       | 仅节假日服务          |